# Dao trong nước
Dao trong nước (tiếng Ba Lan: Nóż w wodzie) là một bộ phim chính kịch của Ba Lan năm 1962 do Roman Polanski làm đạo diễn và biên kịch, được đề cử Giải Oscar cho Phim ngoại ngữ hay nhất. Đây là bộ phim đầu tay và cũng là duy nhất của đạo diễn Polanski được làm bằng tiếng Ba Lan. Phim có ba nhân vật chính xoay quanh sự ghen tuông và dục vọng trong tình yêu.
Dao trong nước nhận được sự hưởng ứng từ các nhà phê bình phim kể từ khi phát hành, và là một trong những tác phẩm được đánh giá là hay nhất của Polanski.

## Tình tiết phim
Andrzej (thủ vai: Leon Niemczyk) và Krystyna (thủ vai:Jolanta Umecka) đang trên đường lái xe đến hồ để chèo thuyền, thì họ bắt gặp một người đàn ông trẻ tuổi (thủ vai: Zygmunt Malanowicz) xin đi nhờ xe giữa đường. Sau khi xảy ra xô xát, Andrzej mời người thanh niên đi cùng. Khi đến hồ, thay vì bỏ lại chàng trai trẻ, Andrzej mời anh ta đi chèo thuyền cùng hai vợ chồng. Chàng trai chấp nhận lời mời, và do không biết nhiều về chèo thuyền nên đã phải nhận bài học đắt giá từ Andrzej.
Căng thẳng giữa hai người đàn ông dần hình thành khi cả hai đều cố gắng chiếm lấy sự chú ý từ người vợ là Krystyna. Đỉnh điểm là khi Andrzej và chàng trai trẻ xảy ra xô xát trên thuyền khiến con dao của chàng trai bị rơi xuống nước. Sau đó hai người đàn ông xông vào ẩu đả nhau khiến chàng trai trẻ bị ngã xuống nước. Andrzej và vợ đi tìm nhưng không tìm thấy, họ cho rằng anh ta đã chết đuối, vì trước đó anh ta nói rằng mình không biết bơi. Andrzej và vợ bắt đầu cãi nhau, rồi Andrzej vào bờ để tìm cảnh sát. Thực chất, người thanh niên nấp sau một chiếc phao báo hiệu và bơi vào thuyền khi biết người chồng Andrzej đã bỏ đi. Khi trèo lên du thuyền, chàng thanh niên và người vợ Krystyna đã nảy sinh tình cảm dẫn đến quan hệ nam nữ. Khi Krystyna đi thuyền trở lại bến tàu, chàng trai đã nhảy xuống để tránh bị người chồng phát hiện. Trong khi đó, người chồng Andrzej thì muốn đến cảnh sát để trình báo về việc người thanh niên bị mất tích. Sau khi Krystyna kể lại với chồng về chuyện vụng trộm của mình với người thanh niên, Andrzej không biết còn phải tin vào điều gì. Phim dừng lại ở tình tiết, hai vợ chồng ngồi trong xe ô tô giữa ngã ba đường, trước mặt họ là hai lối rẽ, một con đường để trở về nhà, còn một con đường khác là dẫn đến đồn cảnh sát. Và cứ thế chiếc xe đứng im, không di chuyển.

## Diễn viên
- Leon Niemczyk trong vai Andrzej
- Jolanta Umecka trong vai Krystyna
- Zygmunt Malanowicz trong vai cậu bé

## Sản xuất
Dao trong nước do Roman Polanski quay năm 1961 chỉ có ba diễn viên. Bộ phim đánh dấu sự ra mắt của Polanski với tư cách là một đạo diễn phim điện ảnh. Hai trong số các diễn viên (Jolanta Umecka, người đóng vai Krystyna và Zygmunt Malanowicz, người đóng vai chàng trai trẻ) đều không có nhiều kinh nghiệm trong việc diễn xuất chuyên nghiệp. Krzysztof Komeda đã sáng tác nhạc cho phim và nghệ sĩ saxophone là Bernt Rosengren .
Phim được quay trên mặt nước (ở Quận Masuria Hồ Ba Lan), và phần lớn thời lượng phim được quay trong một chiếc thuyền buồm và bè cứu sinh. Bộ phim được cho là rất khó khăn trong quá trình quay do chiếc thuyền buồm chỉ đủ rộng cho ba diễn viên, không đủ chỗ cho cả đoàn quay. Những người trong đoàn phim phải trèo qua mạn thuyền bằng dây an toàn để quay.

## Đề cử
Dao trong nước được đề cử cho Phim ngoại ngữ hay nhất tại Lễ trao giải Oscar 1963, đồng thời cũng là bộ phim điện ảnh Ba Lan đầu tiên nhận được đề cử danh giá này. Tạp chí Time đã sử dụng một bức ảnh của bộ phim, làm trang bìa của một số báo có chuyên mục điện ảnh quốc tế.  Bộ phim đã được đưa vào danh sách phim truyện đầu tay hay nhất  và được xếp hạng 61 trong "100 phim hay nhất của điện ảnh thế giới" của tạp chí Empire năm 2010.
Trên Rotten Tomatoes, phim có điểm số tán thành 100% dựa trên 33 bài phê bình, với điểm trung bình là 8,29 / 10.
Trong cuộc thăm dò năm 2015 do Bảo tàng Điện ảnh Ba Lan ở Łódź tiến hành, Dao trong nước được xếp hạng là bộ phim Ba Lan hay nhất mọi thời đại.

## Băng đĩa
Dao trong nước được phát hành trên VHS vào năm 1996, và trên DVD vào năm 2003 bởi The Criterion Collection .

## Trên các phương tiện truyền thông khác
Dao trong nước là cảm hứng cho một bộ phim Mỹ kinh phí thấp năm 2001, Kaaterskill Falls, được lấy bối cảnh ở Dãy núi Catskill .
Polański đã nhận được một đề nghị làm lại một phiên bản phim màu, với ngôn ngữ Anh và có sự góp mặt của dàn diễn viên Hollywood (bao gồm cả Henry Fonda). Lời đề nghị này đã bị Polański từ chối, ông cho rằng bản gốc vốn dĩ đã rất hay và không muốn làm lại.